# El último combate (historieta)
El último combate es una historieta de la serie de El Capitán Trueno realizada por Ricard Ferrándiz y Joan Boix al dibujo, que fue publicada en 2010 por Ediciones B.

## Trayectoria editorial
En marzo de 2010 se informó sobre la inminente publicación de un nuevo álbum titulado El Último Combate que previamente se había anunciado con el título La Muerte del Capitán Trueno. El guion es de Ricard Ferrándiz y el dibujo de Joan Boix que ya en 1990 dibujó Cita en Córdoba, con gran aceptación entre crítica y lectores. 
El anuncio de la muerte de Sigrid provocó una intensa controversia en los medios especializados. Según la información aparecida en el dominical de El Periódico de Catalunya parecía ser que el nuevo guion tiene el beneplácito de Víctor Mora. 
Las ilustraciones adelantadas  en la web y en el video promocional obtuvieron una valoración muy positiva por los seguidores.
El álbum fue promocionado en prensa y en radio Archivado el 25 de mayo de 2010 en Wayback Machine..

## Repercusiones
El dibujo de Joan Boix fue alabado por críticos como Manuel Darias. Su guion fue objeto, en cambio, de agrias polémicas:
Se especulaba en los foros sobre la reversibilidad de los aciagos sucesos presentados en la hasta ahora última aventura de la saga y la polémica que había suscitado la gratuita muerte de Sigrid tuvo eco en las agencias de noticias y en los blogs pues su reversión presenta considerables dificultades.
Ante las críticas, la editorial reaccionó convocando una rueda de prensa con el guionista y el dibujante el 29 de abril de 2010 en el Círculo de Bellas Artes de Madrid y anunciando que el domingo 9 de mayo en el Salón Internacional del Cómic de Barcelona, de 12 a 14 horas, ambos autores firmaría ejemplares del último tebeo del Capitán Trueno. Fueron muy comentadas algunas de las declaraciones del guionista en la citada rueda de prensa : De esa historia (del "lago de los druidas") surgió en mí la necesidad de que, como todo héroe, el Capitán tuviese un lugar mítico para descansar y cuando escribí el guion no imaginaba que la muerte de la bella dama hubiera creado tanto polvorón.
La esperanza renació entre los lectores al explicitar la editorial un comunicado de Víctor Mora donde textualmente se dice: tuve una sensación extraña, como de rechazo y más, tratándose del tema del que trata “El último combate”…; pero, bueno… ¿Por qué el último…? ¿Quién lo asegura…?; Mi” Capitán Trueno debía ser inmortal… Pero luego, más tranquilo, me di cuenta de que, precisamente por esa permanencia e inmortalidad había pasado de ser “mío” a ser de todos.